# Пам'ятники Торецька
Пам'ятники Торецька — перелік об'єктів міської скульптури міста Торецька та населених пунктів Торецької міської ради Донецької області.
Станом на 2010 рік на державному обліку перебувають 23 пам'ятники. В першу чергу, об'єкти монументального мистецтва, здебільшого меморіали, братські могили, погруддя, що увічнюють пам'ять про радянських солдатів, що загинули під час Німецько-радянської війни.
| Реєстр. № | Назва | Рік встановлення | Розташування (адреса)                                       | Фото | Короткі відомості                             |
| --------- | --- | ---------------- | ----------------------------------------------------------- | ---- | --------------------------------------------- |
| 15        | Меморіальний комплекс «Слава» на честь земляків — Героїв Радянського Союзу і радянських воїнів                            | 1973             | м. Торецьк, вул. Дружби                                     |      |                                               |
| 1         | Пам’ятник на братській могилі радянських воїнів                                                                           | 1948             | м. Торецьк, вул. Грушевського, 2                            |      |                                               |
| 2         | Пам’ятник на братській могилі радянських воїнів                                                                           | 1948             | м. Торецьк, вул. Донбаська, 55                              |      |                                               |
| 3         | Пам’ятник на братській могилі радянських воїнів                                                                           | 1960             | м. Залізне, двір ЗОШ № 13                                   |      |                                               |
| 4         | Пам’ятник на братській могилі радянських воїнів                                                                           | 1960             | смт. Південне, біля будівлі клубу                           |      |                                               |
| 5         | Пам’ятник на братській могилі радянських воїнів                                                                           | 1960             | м. Залізне, біля будівлі Будинку культури                   |      |                                               |
| 6         | Пам’ятник на братській могилі партизан                                                                                    | 1958             | смт Північне, вул. Піонерська, біля Будинку культури        |      |                                               |
| 7         | Пам’ятник на братській могилі радянських воїнів                                                                           | 1950             | смт Щербинівка, біля будівлі ЗОШ № 20                       |      |                                               |
| 8         | Пам'ятник на братській могилі борців за радянську владу, працівників міліції, члена ревкому, радянських воїнів            | 1967             | смт Новгородське, площа станції Фенольної                   |      |                                               |
| 9         | Пам’ятник на братській могилі радянських воїнів                                                                           | 1946             | смт Неліпівка, біля школи № 19                              |      |                                               |
| 10        | Пам’ятник на братській могилі радянських воїнів                                                                           | 1960             | смт Новгородське, старе кладовище                           |      |                                               |
| 11        | Пам’ятник на братській могилі радянських воїнів                                                                           | 1955             | смт Новгородське, біля Будинку культури                     |      |                                               |
| 12        | Пам'ятні надгробні плити на могилах Б. С. Жукова і продзагонників                                                         | 1976             | м. Торецьк, вул. Історична, сквер                           |      |                                               |
| 13        | Пам'ятник Ф.Е. Дзержинському, скульптор Бринь Леонід Артемович                                                            | 1955             | м. Торецьк, вул. Історична, 5                               |      | 20 липня 2015 року пам'ятник був демонтований |
| 14        | Пам'ятник героям перших п'ятирічок Рябошапці та Козодоєву                                                                 | 1974             | м. Торецьк, вул. Дружби, 22, біля Палацу культури «Україна» |      |                                               |
| 16        | М. Тоболенку, Герою Радянського Союзу                                                                                     | 1948             | м. Торецьк, пров. Новий, 42, двір ЗОШ № 1                   |      |                                               |
| 17        | Пам'ятник В. І. Леніну | 1957             | смт Новгородське, біля Будинку культури                     |      |                                               |
| 18        | Пам'ятник В. І. Леніну | 1947             | смт Курдюмівка, біля Будинку культури                       |      |                                               |
| 19        | Пам'ятник В. І. Леніну | 1977             | м. Торецьк, вул. Дружби, 22                                 |      | 20 липня 2015 року пам'ятник був демонтований |
| 20        | Пам'ятник Ф. Е. Дзержинському                                                                                             | 1977             | м. Торецьк, вул. Центральна, сквер                          |      | 20 липня 2015 року пам'ятник був демонтований |
| 21        | Пам'ятна дошка на місці школи, в якій працював видатний письменник С. В. Васильченко                                      |                  | м. Торецьк, вул. Руднична, 5                                |      |                                               |
| 22        | Пам’ятник на могилі воїна — афганця, старшого лейтенанта Агакішиєва                                                       | 1981             | м. Торецьк, міське кладовище                                |      |                                               |
| 23        | Пам'ятник на могилі воїна — афганця Міхєєва                                                                               | 1985             | м. Торецьк, міське кладовище                                |      |                                               |
| 24        | Пам'ятник на могилі воїна — афганця Горела                                                                                | 1985             | м. Торецьк, міське кладовище                                |      |                                               |
| 25        | Пам'ятник на могилі воїна — афганця, молодшого сержанта Чувашова                                                          | 1981             | селище Диліївка, кладовище                                  |      |                                               |
| 26        | Пам'ятник на могилі воїна — афганця, молодшого сержанта Фостіка                                                           | 1985             | смт Новгородське, вул. Радянська, кладовище                 |      |                                               |
| —         | Пам'ятник воїнам — афганцям                                                                                               | 2004             | м. Торецьк, вул. Центральна, сквер Миру                     |      |                                               |
| —         | Пам'ятник ліквідаторам аварії на ЧАЕС                                                                                     |                  | м. Торецьк, вул. Маяковського, двір школи № 6               |      |                                               |
| —         | Меморіальна дошка І. Ф. Карабицю                                                                                          | 29 серпня 2010   | м. Торецьк, вул. Рябошапки, 2                               |      |                                               |
| —         | Пам'ятник воїнам, що померли в госпіталі під час Другої світової війни: солдатам Григорію Коновалову та Олексію Пузирьову |                  | м. Торецьк, пров. Новий, 42, двір ЗОШ № 1                   |      |                                               |